# Tiefenbach (Tannauerbach)
Der Tiefenbach ist ein Fließgewässer im Vorkarwendel.
Er entsteht unterhalb des Rether Kopfes, fließt in weitgehend südwestlicher Richtung zunächst über Almgebiet, später stark eingeschnitten in einem Tal und mündet schließlich in den Tannauerbach, den Oberlauf der Dürrach.